# Vie monacale

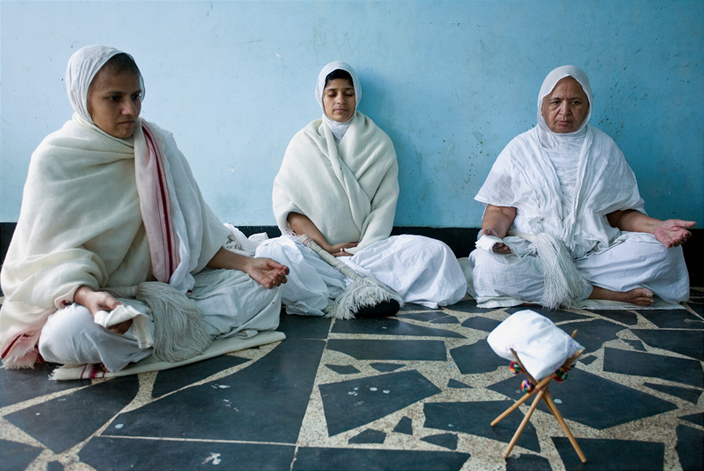
Nonnes jaïnes.

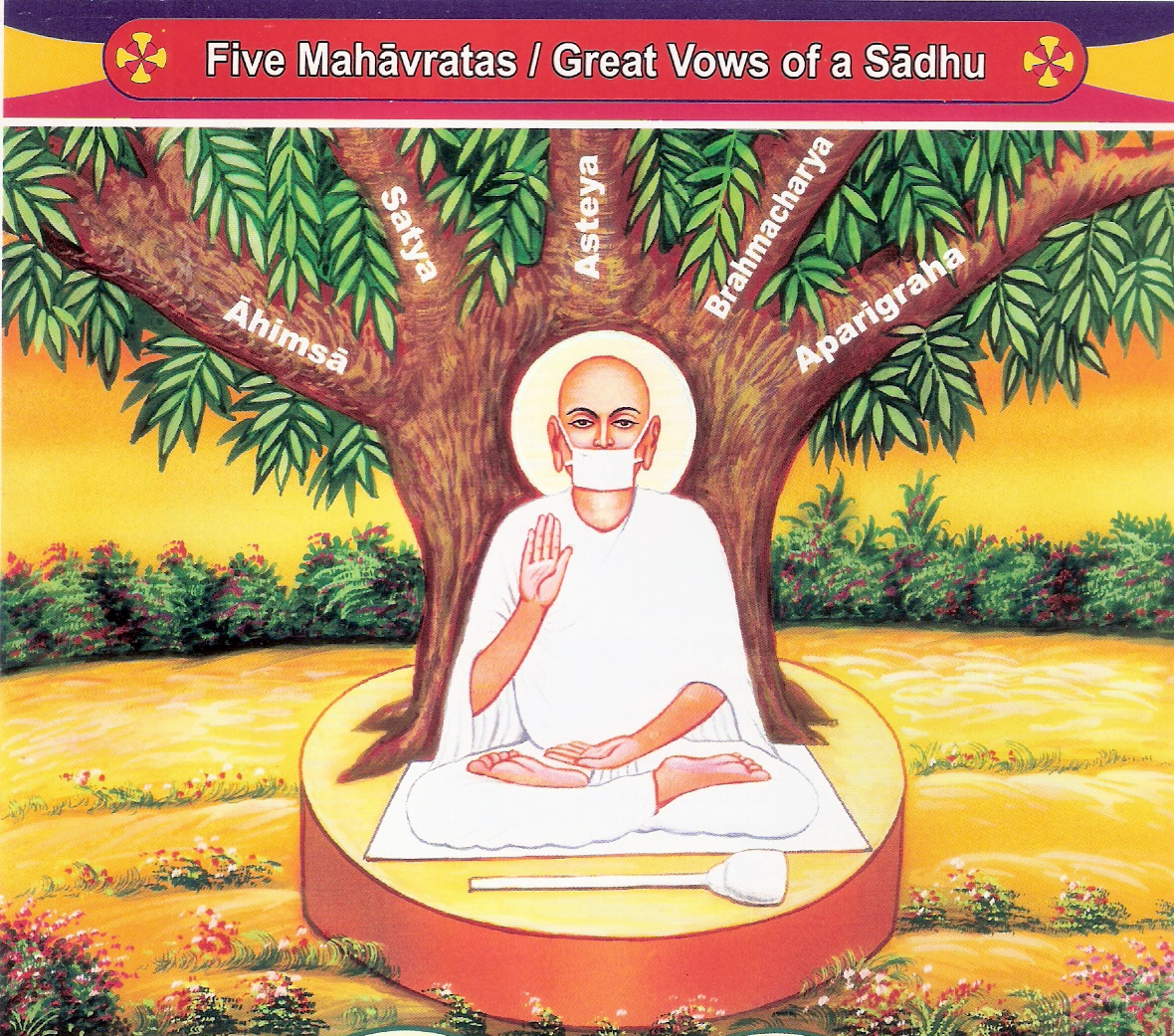
L'arbre des Mahavratas: les cinq vœux principaux. Il est courant pour les moines jaïns de porter un masque en papier devant la bouche pour ne pas tuer d'insectes en parlant.

La vie monacale dans le jaïnisme est synonyme de moine, ainsi que d'ascète, de mendiant et de renoncement. Moine car le croyant qui suit cette voie, a six cultes rituels journaliers à pratiquer : les avashyakas. Ascète car la propriété ne fait pas partie des attributs d'un religieux jaïn et même le vêtement est considéré comme un luxe. Il existe pourtant des maisons où les Munis, les moines, peuvent séjourner, maisons appartenant à des laïcs, prêtées à telles ou telles congrégations. Cependant, la vie du moine se passe dans l'errance ; chaque jour il doit marcher pour chercher couvert et gîte. Il est alors mendiant ; il ne reçoit pour se nourrir que ce que l'on veut bien lui donner. Les habitants du sous-continent indien sont au fait de cette coutume, et il peut être d'usage de préparer pour un moine son repas avant même de l'avoir vu. Du reste comme dans l’hindouisme, cette offrande aux religieux est considérée comme offrande au divin ; elle est appelée Dāna. Le renoncement est celui de l’humain au foyer qui après sa vie familiale se consacre totalement à la recherche du divin en se mariant entièrement à sa foi. Tout commence par l'initiation, la diksha. La prise des cinq vœux principaux, les Mahavratas, est alors faite ; la non-violence, l'ahimsa, en fait partie. Selon la branche digambara ou shvetambara, la hiérarchie est alors différente, mais elle existe au sein de chaque mouvement. Les termes de moines ou nonnes peuvent naturellement être utilisés. Il existe aussi des novices.

## Les Mahavratas
Les cinq vœux du jaïnisme, appelés Mahavratas, que doit suivre tout moine entrant dans un ordre, sont :
- l'ahimsa : la non-violence ;
- le satya : l'honnêteté ;
- l’asteya : ne prendre que ce qui est donné ;
- le brahmacharya : le célibat ;
- l’aparigraha : la non-possession de biens matériels (la pauvreté).